# Tracey West
Tracey West (New Jersey, 1º ottobre 1965) è una scrittrice statunitense.

## Biografia
Tracey West è nata e cresciuta nel New Jersey negli Stati Uniti. Ha scritto libri sotto licenza per Pokémon, SpongeBob SquarePants, Teen Titans e Le Superchicche.
Ha anche scritto serie originali tra cui Pixie Tricks e  Dragon Masters. West ha iniziato a scrivere i suoi libri negli anni 2000 e da allora ha scritto oltre 200 libri per bambini.
Nel 2015, la sua novelizzazione del film I pinguini di Madagascar è stata nominata per il Scribe Award dall'International Association of Media Tie-In Writers.